# 苏黎世老城
苏黎世老城 (德语：Altstadt) 包括瑞士城市苏黎世1893年之前的全部城区，大致相当于城墙内的区域，以及今天的一区。二至十二区在1893年-1934年陆续并入苏黎世。
苏黎世老城人口 5,617人 (2015),占该市总人口1.4%。
行政上，一区被苏黎世统计局分为四个分区：市政厅（Rathaus）、大学（Hochschulen）、林登霍夫（Lindenhof，椴树庭院）和城市（City）。林登霍夫和市政厅分别对应于中世纪城市的利马特河左（西）和右（东）两岸，而城市和大学区分别包括中世纪城墙西侧和东侧的近代早期城市区域。

## 林登霍夫

### 圣母大教堂
苏黎世圣母大教堂修道院统治该市，直到1336年行会革命，并保持高度影响，直到宗教改革。

## 市政厅
市政厅区以建于1690年代的苏黎世市政厅命名。

### 利马特河滨河路
利马特河滨河路沿利马特河右岸修筑。电车4路、和15路沿利马特河滨河路运营。从南到北的桥梁包括：
- 大教堂桥 ：苏黎世大教堂与苏黎世圣母大教堂之间
- 市政厅桥 (苏黎世)
- 火车站桥

### 车站大街

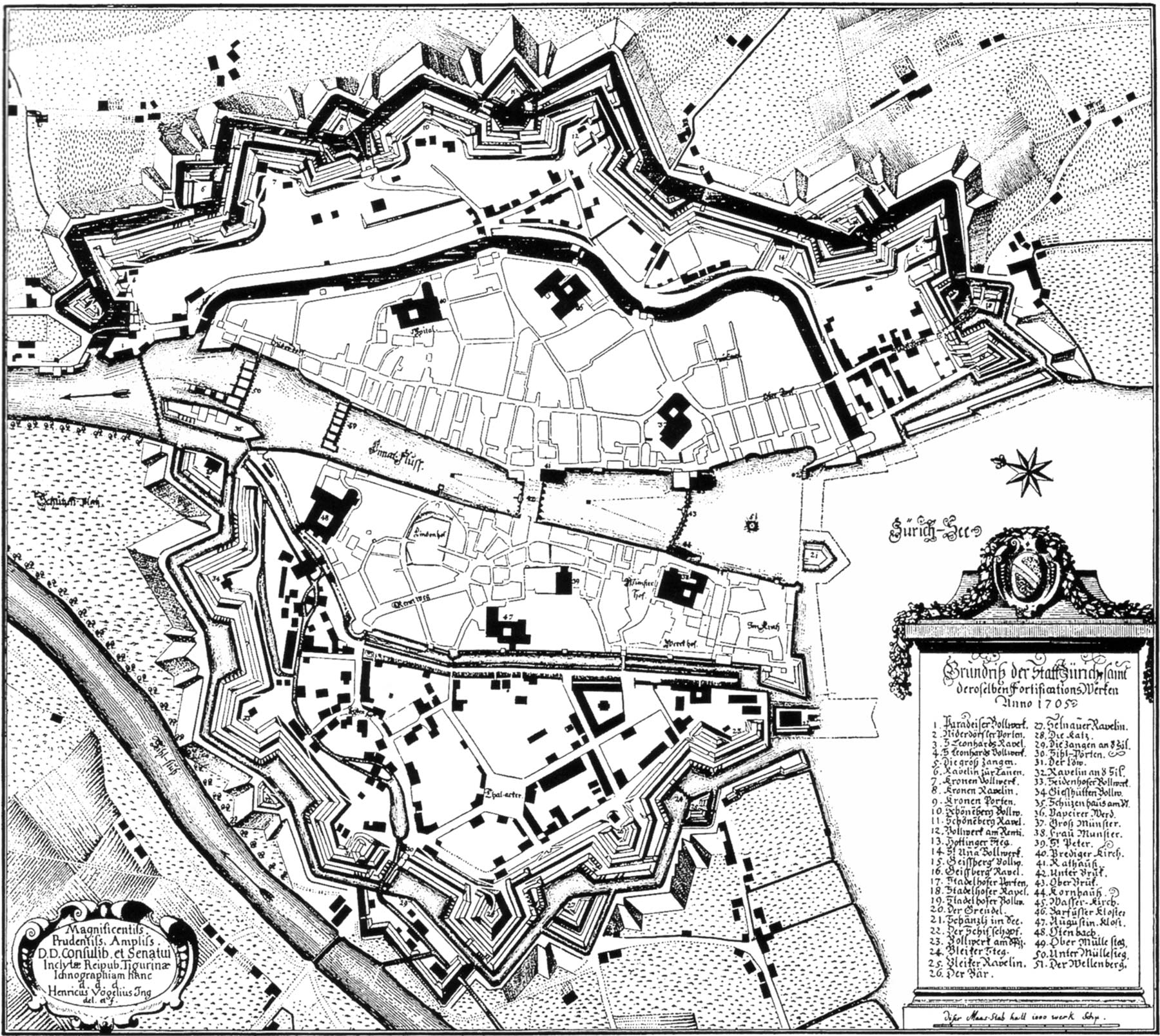
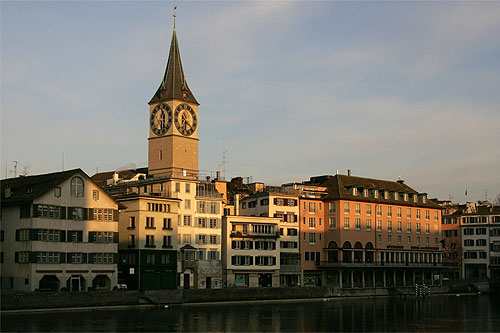
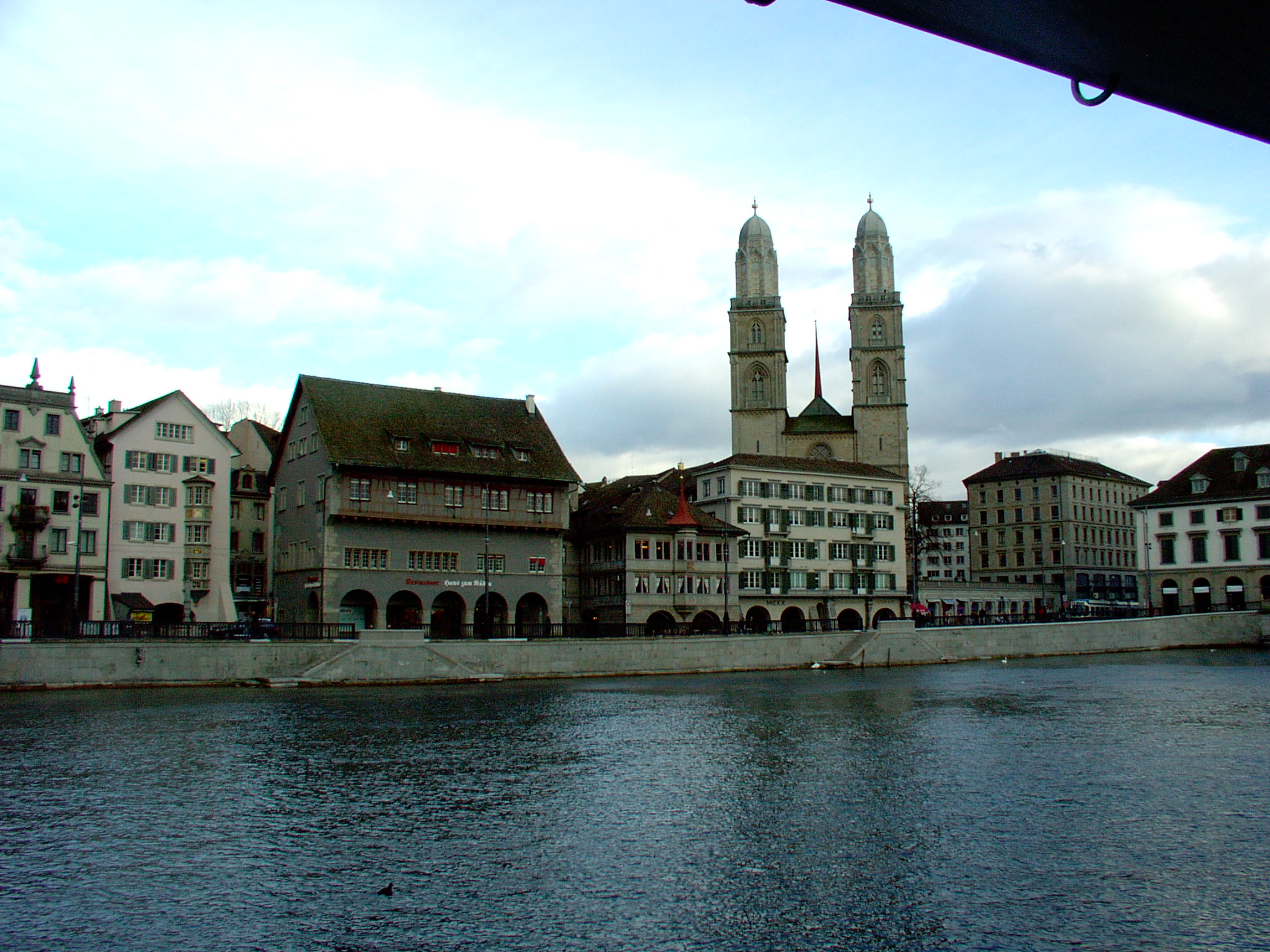
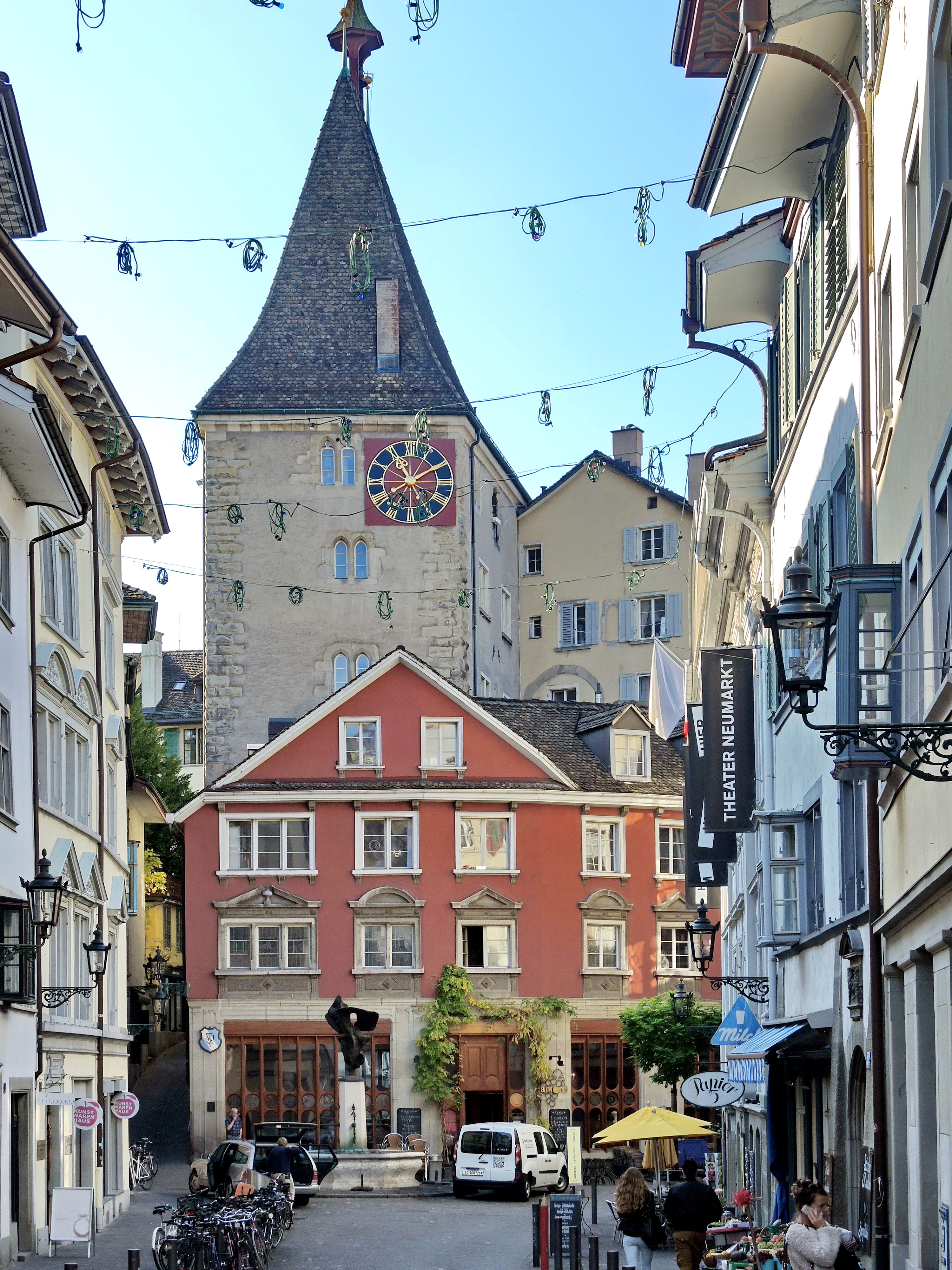
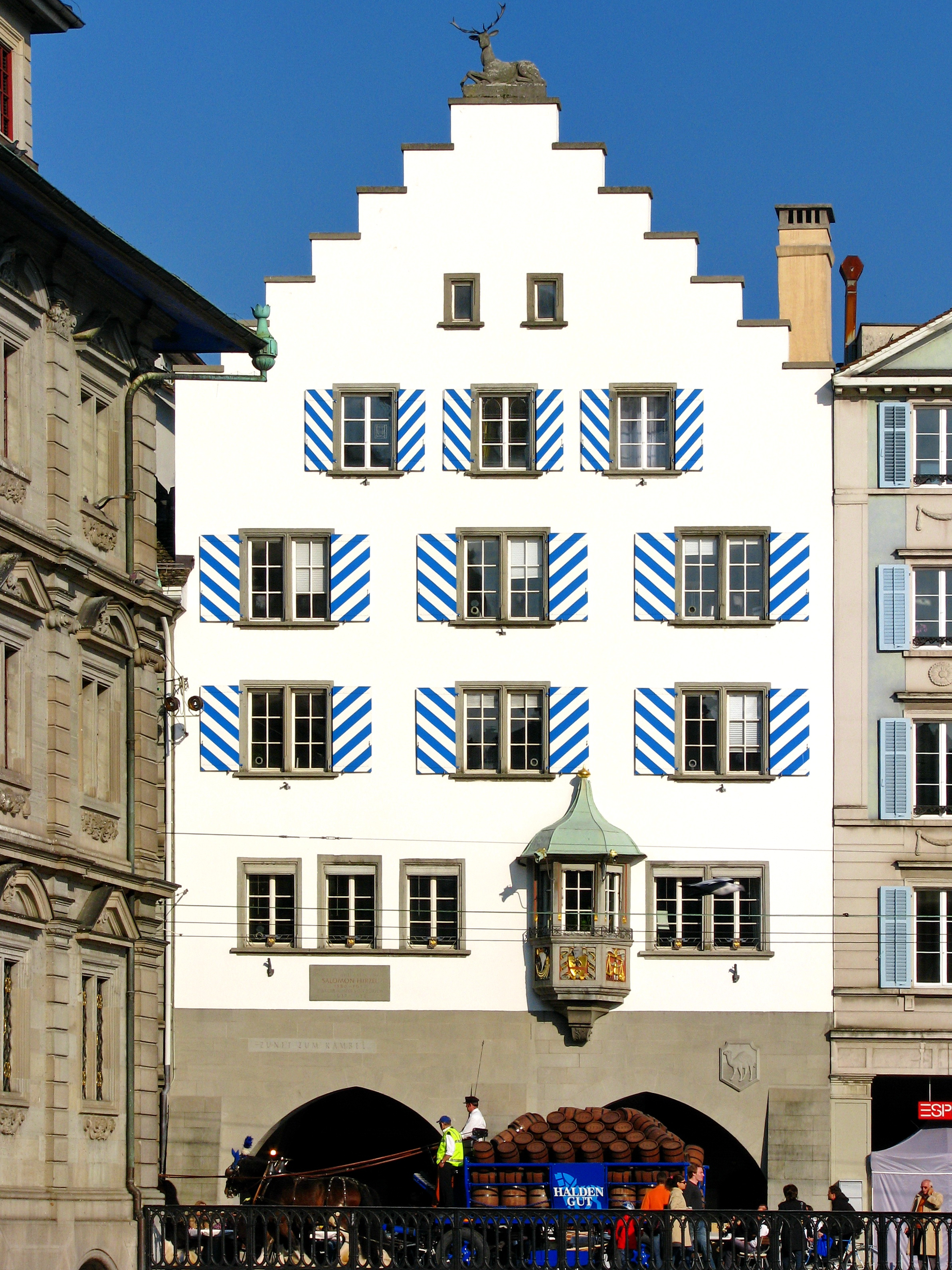
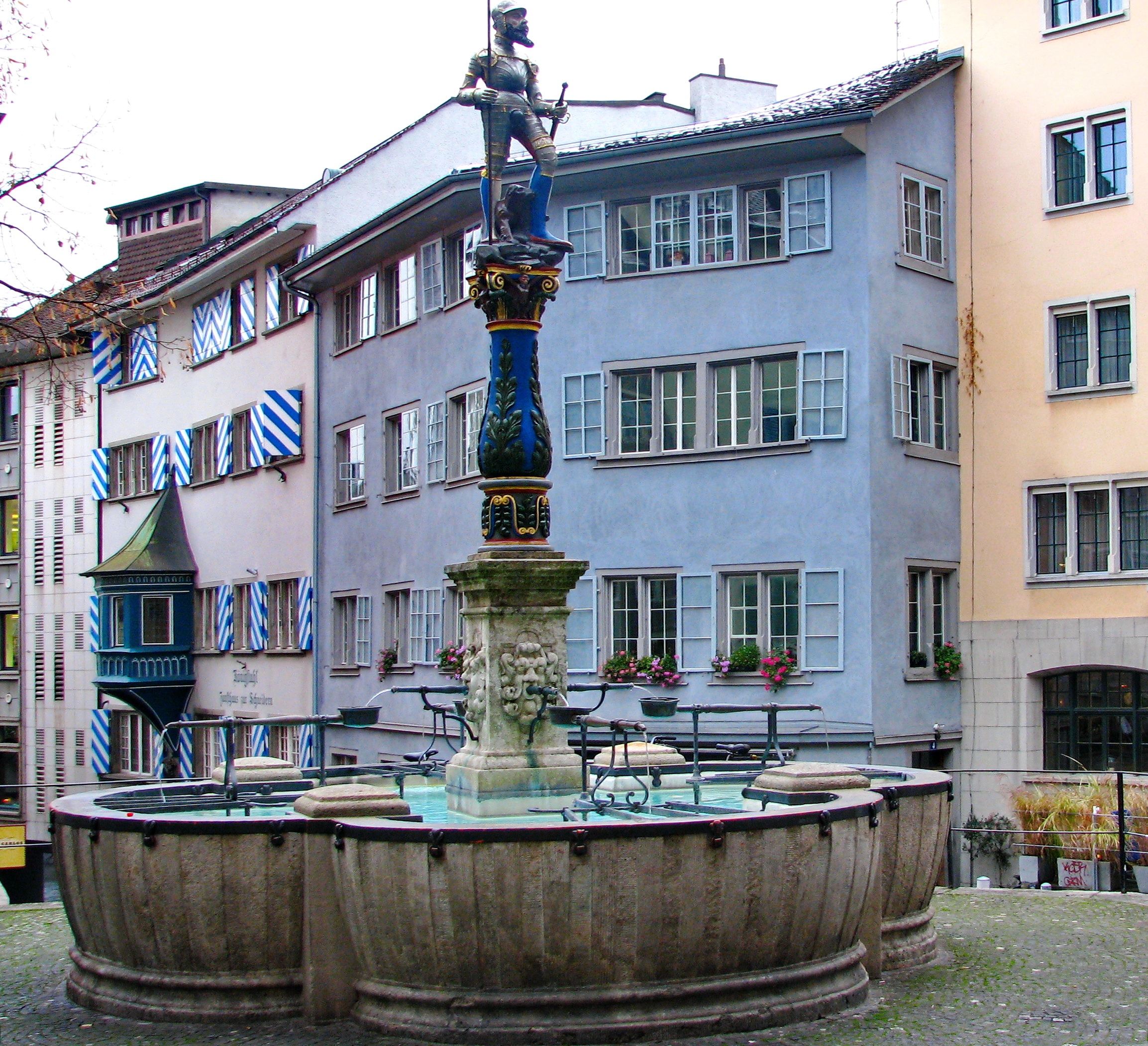
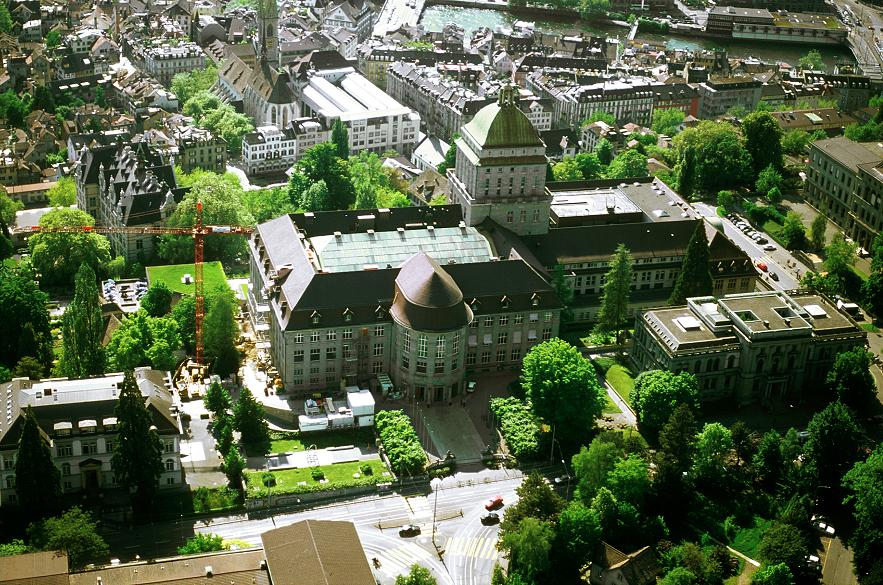
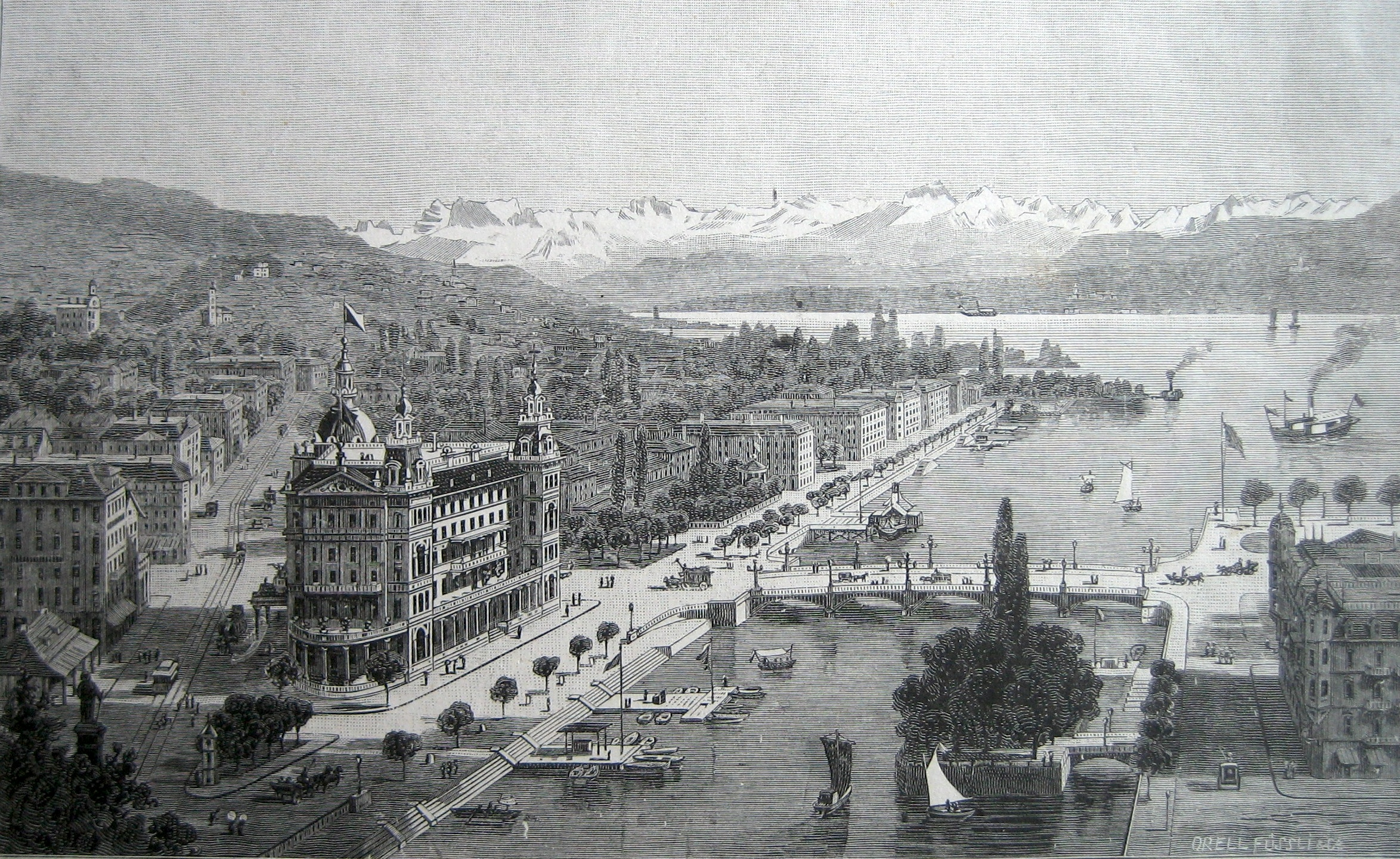
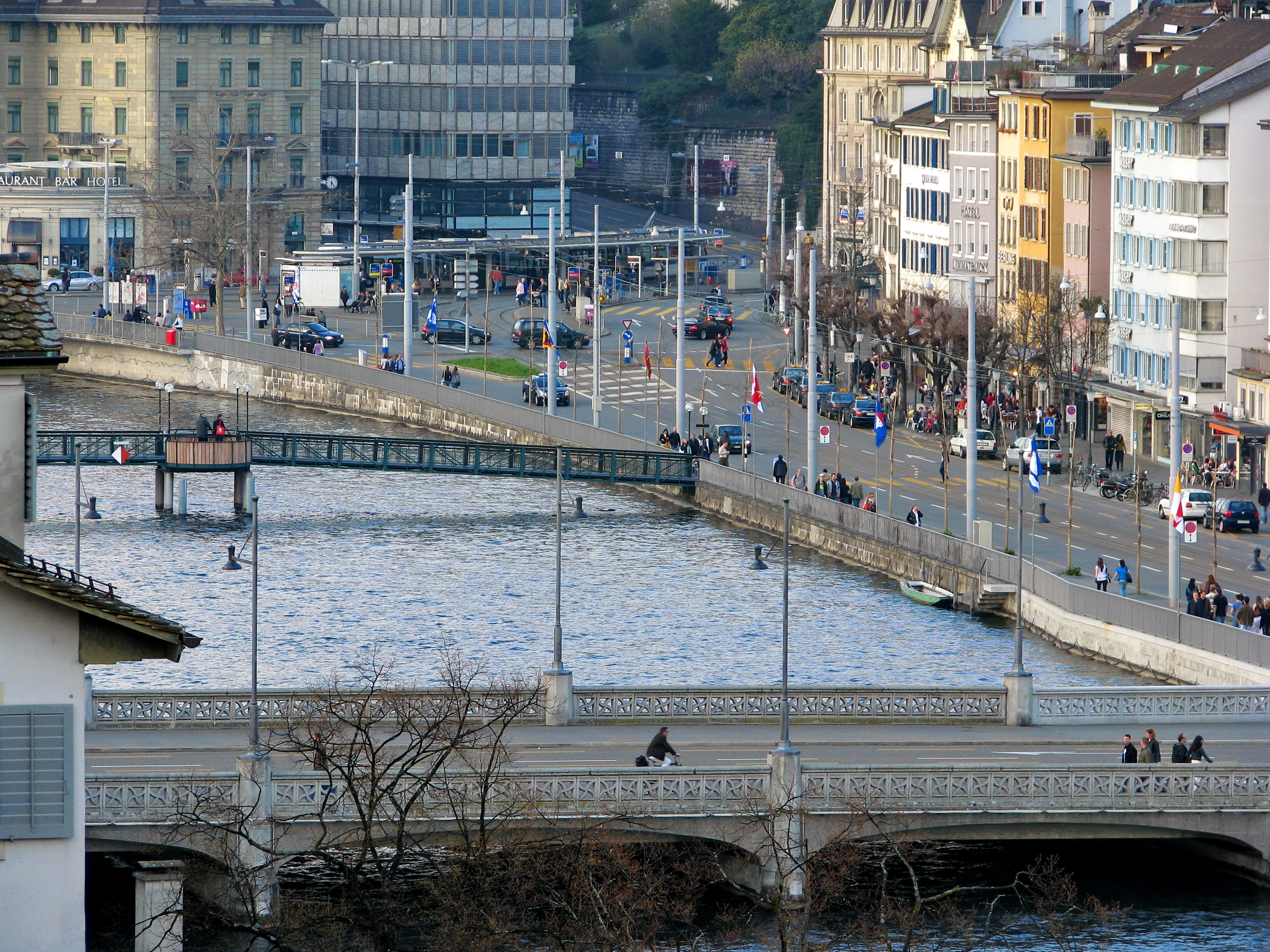
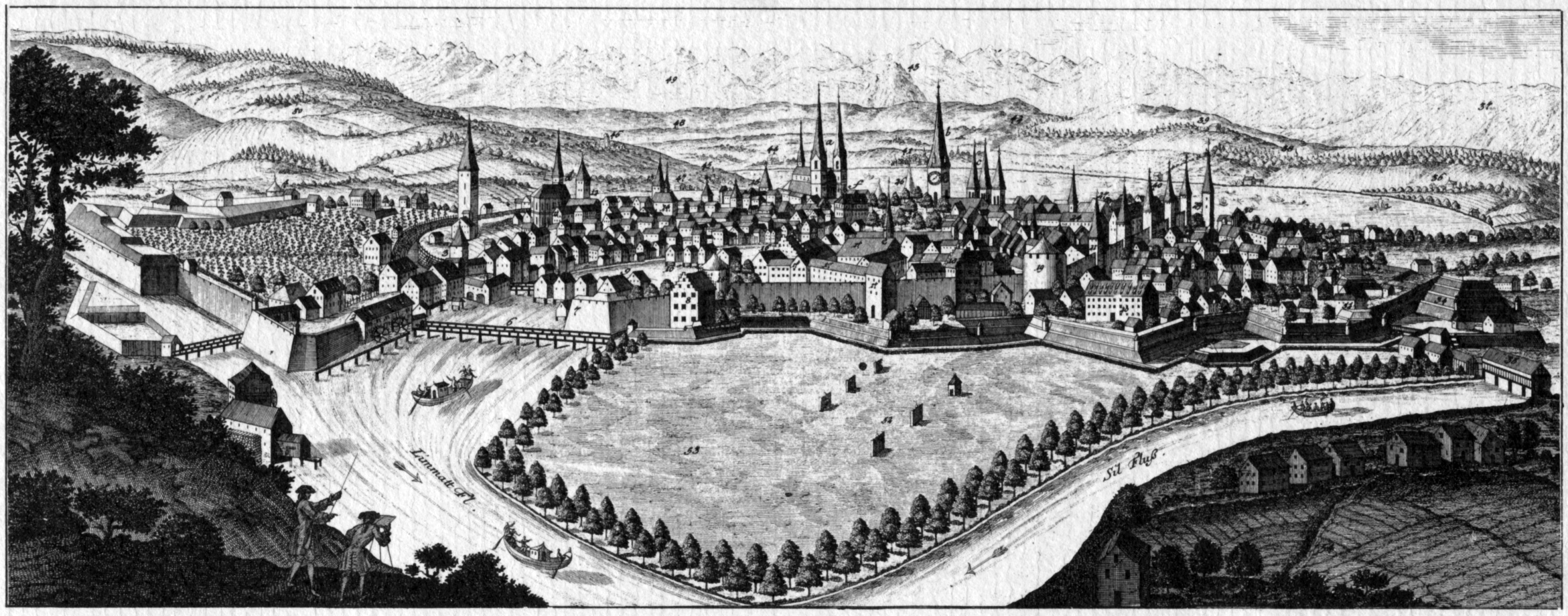
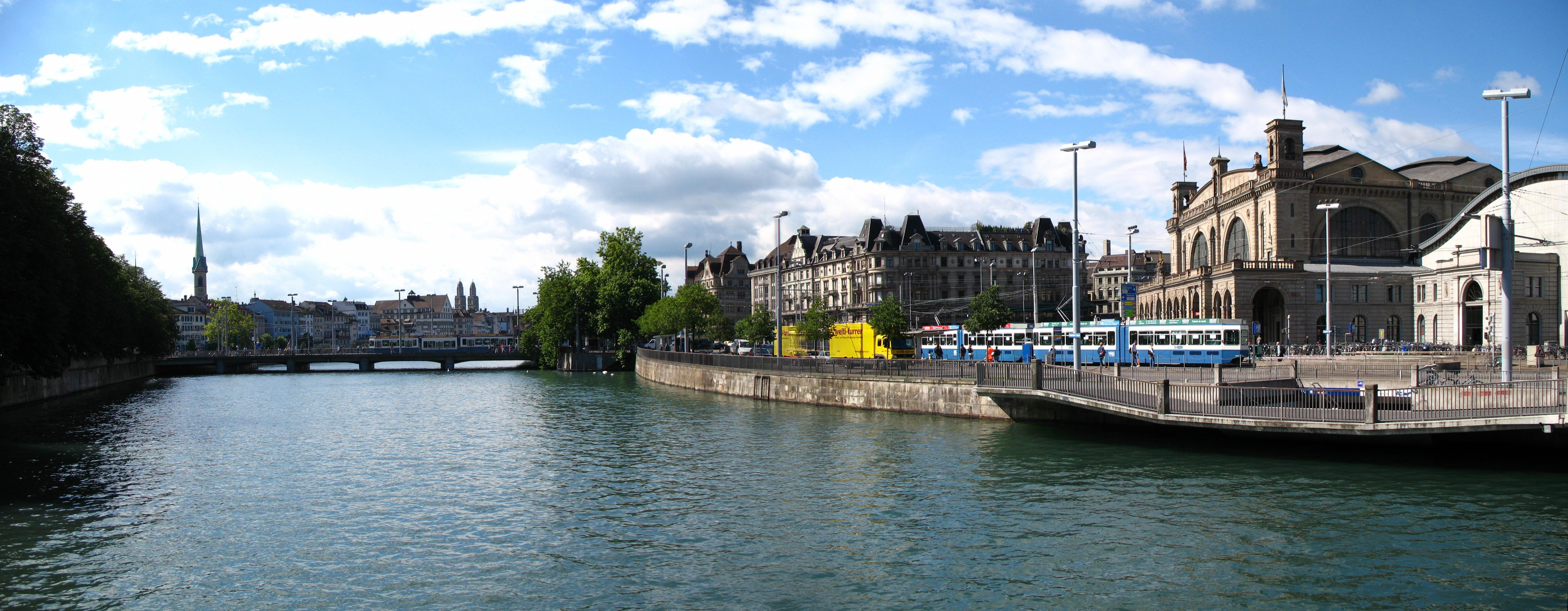
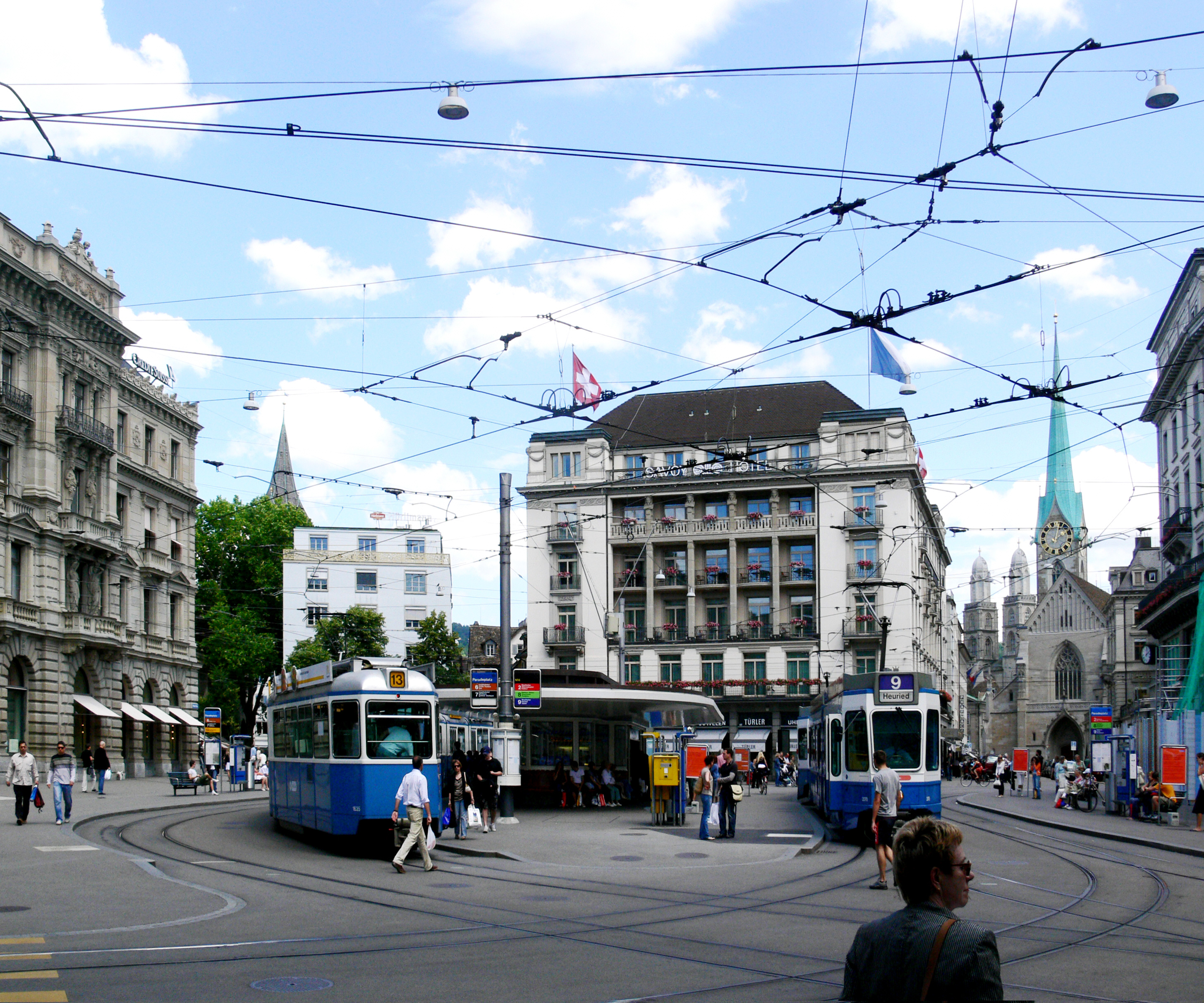
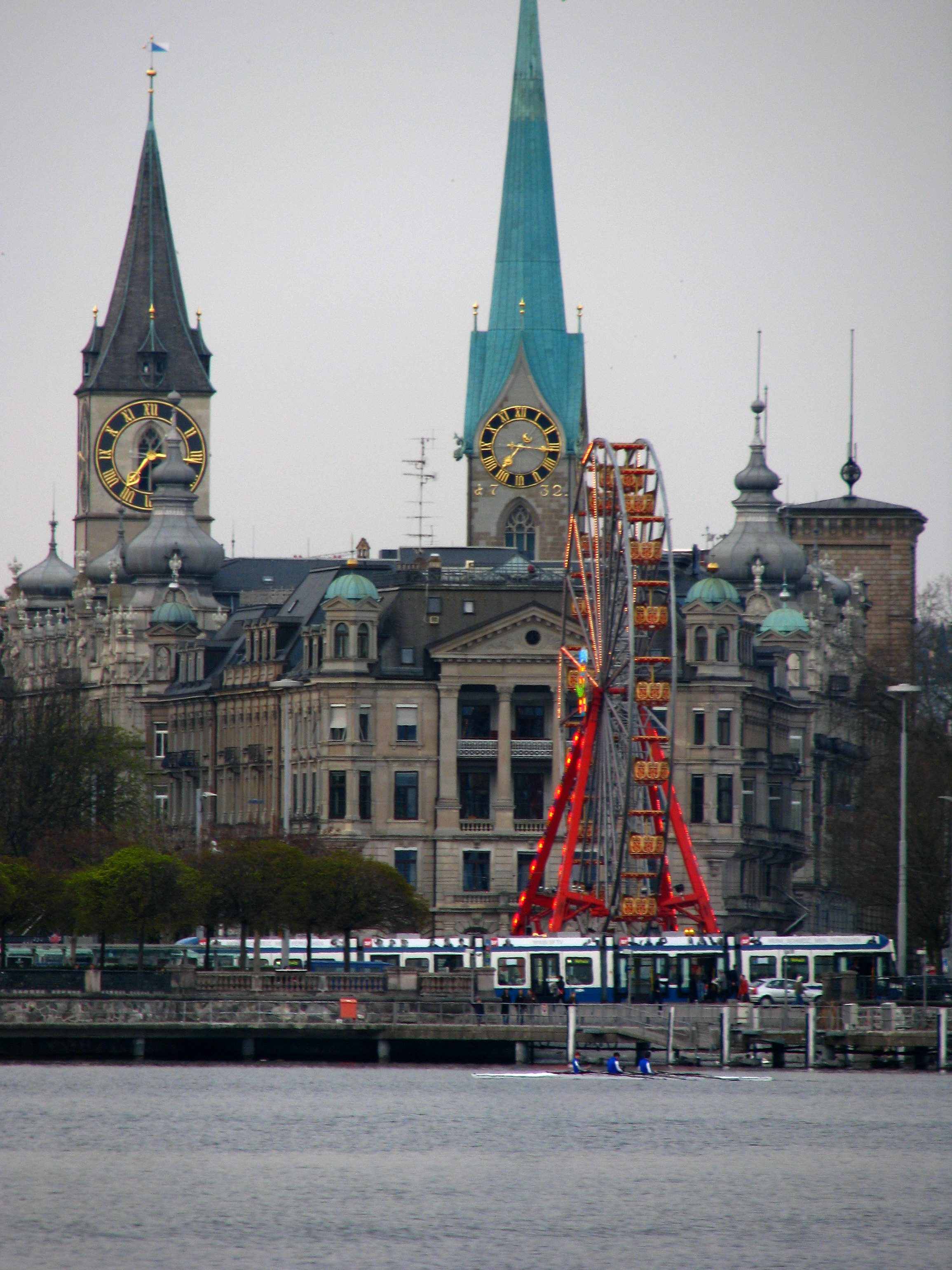